# Ardisia crassiramea
Ardisia crassiramea är en viveväxtart som beskrevs av Paul Carpenter Standley. Ardisia crassiramea ingår i släktet Ardisia och familjen viveväxter. Inga underarter finns listade i Catalogue of Life.